# 美饰悬钩子
美饰悬钩子（学名：Rubus subornatus）为蔷薇科悬钩子属的植物。分布于缅甸北部以及中国大陆的西藏、四川、云南等地，生长于海拔2,700米至4,000米的地区，多生长在岩石坡地灌丛中以及沟谷杂木林内，目前尚未由人工引种栽培。

## 异名
- Rubus subornatus Focke var. melanadenus Focke